# Marmosa (subgènere)
Marmosa és un subgènere de didèlfids del gènere Marmosa. La seva distribució s'estén des del nord de Veneçuela fins a l'est de Bolívia i el centre-sud del Brasil, passant per la costa atlàntica d'aquest últim estat. A diferència d'altres espècies del mateix gènere, els quatre representants d'aquest grup manquen de tubercles carpians medians i laterals. Les urpes de les potes anteriors són més petites que en Micoureus.